# Hlavní oltář Dómu svaté Alžběty

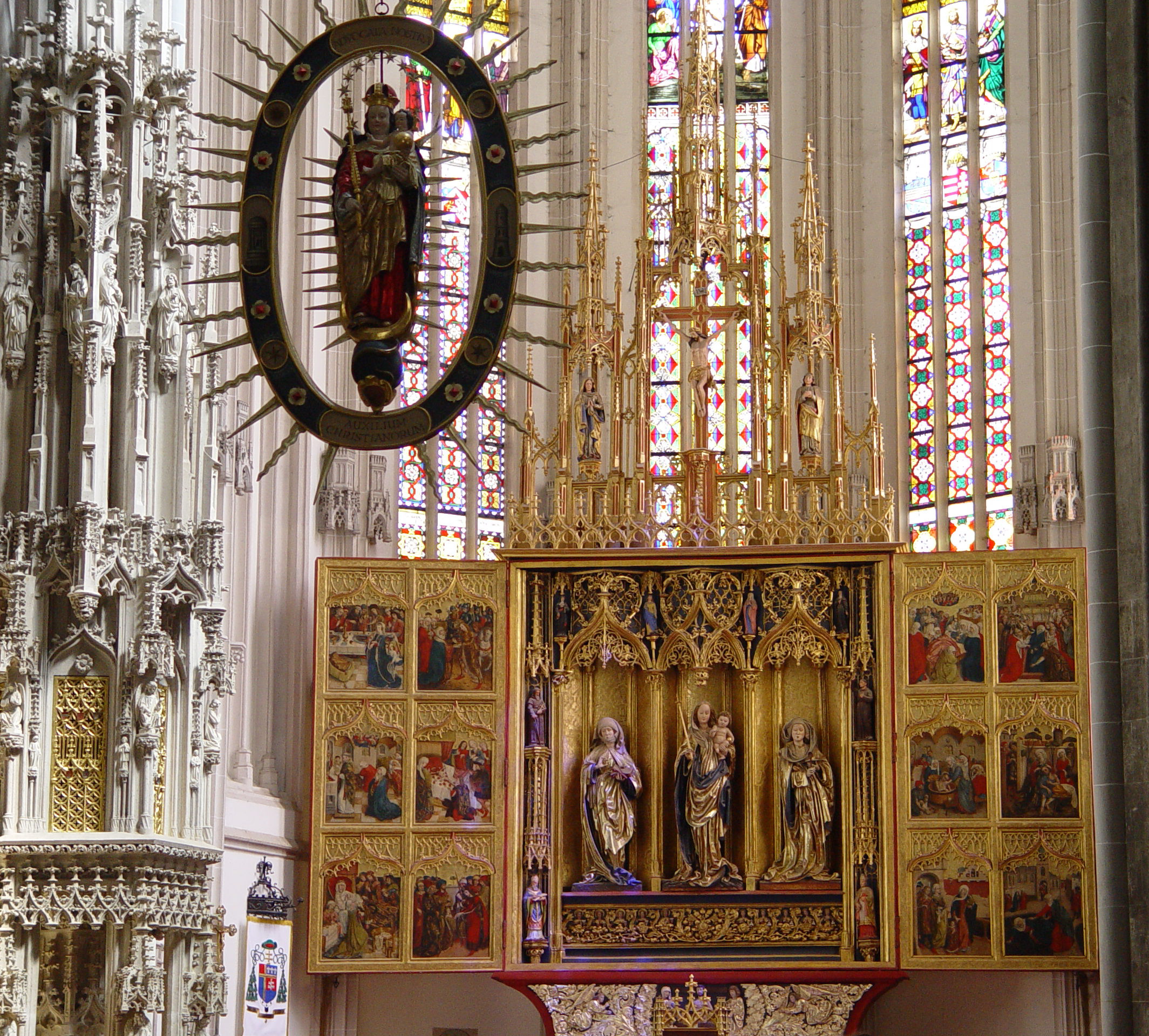
Hlavní oltář v košickém Dómu svaté Alžběty, 1474 - 1477

Hlavní oltář Dómu svaté Alžběty v Košicích, zasvěcený svaté Alžbětě uherské, patří mezi nejvýznamnější památky středověkého gotického umění na Slovensku. Byl zhotoven v letech 1474 - 1477.
Má tyto rozměry:
- Výška 12,60 m
- Šířka s otevřenými křídly 8,10 m
- Výška Madonny v arše 206 cm
- Výška archy 440 cm
- Šířka archy 410 cm
- Hloubka 70 cm

## Obrazové cykly
Oltář je výjimečný tím, že sestává ze dvou párů pohyblivých křídel, na kterých umělci zobrazili celkem čtyřicet osm scén. Každé z křídel nese na jedné straně šest maleb. Scény jsou tematicky rozděleny do tří okruhů. Při obvyklém otevření oltářních křídel je dvanáct výjevů ze života svaté Alžběty. V době půstu před Velikonocemi se první pár křídel zavře a zobrazí se čtyřiadvacet výjevů pašijového cyklu. Zbývajících dvanáct výjevů zobrazuje scény ze života Panny Marie, resp. adventní cyklus. Při úplném otevření křídel divák vidí oltářní skříň, kde pod mimořádně jemně vyprofilovanými baldachýny stojí plastika Panny Marie mezi dvěma svatými Alžbětami (patronkou kostela, po levé straně Panny Marie, a Alžbětou, matkou sv. Jana Křtitele). Takový typ původního oltáře s trojitou kompozicí cyklů na dvou párech křídel se zachoval jako jediný v Evropě.

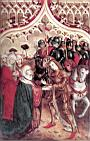
Scéna Rozloučení s manželem

Umělecky nejhodnotnějším cyklem oltáře jsou výjevy ze života svaté Alžběty. Byly vyhotoveny v 70. letech 15. století a vzhledem k významným kvalitativním a stylovým rozdílům se předpokládá, že jsou dílem několika mistrů, jejichž výtvarný projev svědčí o vlivu nizozemské umělecké školy 15. století. Výsledná díla svým estetickým procítěním svědčí o síle alžbětinského kultu v Košicích. Scény z jejího života zaobrazili na vnitřní straně oltářních křídel. Sedm maleb z dvanácti zachycuje scény ze života světice, tři malby zachycují výjevy z legend o svaté Alžbětě a dvě scény zobrazují její charitativní činnost.
Scény alžbětinského cyklu (12):
| - Alžbětino narození - Alžbětiny zásnuby s Ludvíkem - Alžbětino vidění - Zázrak kříže a růží - Zázrak slavnostního roucha - Rozloučení s manželem |  | - Vyhnání Alžběty z hradu Wartburg - Nevděčná žena - Alžbeta koupe nemocného - Alžbeta stříhá vlasy nemocného - Alžbětina smrt - Vyzvednutí Alžbětiných ostatků |

Scény pašijového cyklu (24):

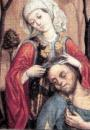
Alžbeta stříhá vlasy nemocnému

| - Slavnostní vstup Ježíše do Jeruzaléma - Vyhnání kupců z chrámu - Poslední večeře - Umývání nohou - Ježíš předpovídá Petrovu zradu - Na Olivetské hoře - Jidášova zrada - Ježíš před Annášem |  | - Ježíš před Kaifášem - Ježíšovo potupení - Ježíš poprvé před Pilátem - Ježíš podruhé před Pilátem - Ježíš před Herodem - Bičování - Korunování trním - Ecce homo! |  | - Pilát si myje ruce - Nesení kříže - Přibíjení na kříž - Ukřižování - Snímání z kříže - Kristus v předpeklí - Kladení do hrobu - Vzkříšení |

Scény adventního cyklu (12):

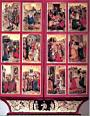
Adventní cyklus, obě křídla zavřeno

| - Obětování Panny Marie - Zasnoubení - Zvěstování - Navštívení - Narození - Obřízka |  | - Klanění se tří králů - Obětování Ježíše v chrámu a očišťování Panny Marie - Vraždění neviňátek - Útěk do Egypta - Dvanáctiletý Ježíš mezi učenci - Smrt Panny Marie |

Uprostřed oltářní skříně, v arše, se nacházejí tři polychromované sochy. První zleva je svatá Alžběta s knihou v ruce, uprostřed Madonna s dítětem a následně svatá Alžběta Uherská, držící lžíci a misku v rukách. Pod sochami je dekorativní vlys s reliéfem pěti moudrých a pěti pošetilých panen. Bohatě zlacený předěl nese reliéf polopostavy Kalvárie s mučeným Kristem uprostřed. Nástavec oltáře je neogotický z konce 19. století.
Oltář rekonstruoval v roce 1847 Ernest Seitz, pozdější restaurace proběhla za velké rekonstrukce Dómu v letech 1890-1896. Za první republiky byl restaurován v roce 1927 Františkem Ženíškem. Za druhé světové války byl nešetrným deponováním značně poškozen a v roce 1947 restaurován Petrem Kernelem, v letech 1950-1964 profesorem K. Veselým a bratry Kotrbovci. Naposledy prošel oltář důslednou rekonstrukcí v letech 1986 - 1992, provedenou Marií Spoločníkovou.